# Bruchidius horvathi
Bruchidius horvathi là một loài bọ cánh cứng trong họ Bruchidae. Loài này được Hoffmann miêu tả khoa học năm 1964.